# Dan-Axel Zagadou
Dan-Axel Zagadou (Créteil, 1999. június 3. –) francia korosztályos válogatott labdarúgó, a VfB Stuttgart játékosa.

## Pályafutása
2006-ban került a Créteil ifjúsági csapatába, ahol 2011-ig volt. 12 évesen került a Paris Saint-Germain akadémiájára, ahol a felnőttek között nem mutatkozott be. A francia klub tartalék csapatában 9 alkalommal szerepelt. 2017. június 5-én ingyen igazolt 5 évre a német Borussia Dortmund együtteséhez. 2022. szeptember 19-én 4 évre írt alá a VfB Stuttgart csapatához.

## Statisztika
2017. október 28-i állapotnak megfelelően.
| Klub              | Szezon           | Bajnokság        | Bajnokság | Bajnokság | Kupa  | Kupa  | Nemzetközi | Nemzetközi | Szuperkupa | Szuperkupa | Összesen | Összesen |
| Klub              | Szezon           | Bajnokság        | Mérk.     | Gólok     | Mérk. | Gólok | Mérk.      | Gólok      | Mérk.      | Gólok      | Mérk.    | Gólok    |
| ----------------- | ---------------- | ---------------- | --------- | --------- | ----- | ----- | ---------- | ---------- | ---------- | ---------- | -------- | -------- |
| Borussia Dortmund | 2017–18          | Bundesliga       | 9         | 1         | 1     | 0     | 0          | 0          | 1          | 0          | 11       | 1        |
| Borussia Dortmund | Összesen         | Összesen         | 9         | 1         | 1     | 0     | 0          | 0          | 1          | 0          | 11       | 1        |
| Karrier összesen  | Karrier összesen | Karrier összesen | 9         | 1         | 1     | 0     | 0          | 0          | 1          | 0          | 11       | 1        |

## Sikerei, díjai
- Borussia Dortmund
  - Német kupa: 2020–21
  - Német szuperkupa: 2019